# Renaud de La Genière
Pour les articles homonymes, voir Ramée.
Renaud Devereux Jude de La Genière de La Ramée de Sèpres, né le 9 février 1925 au Mans et mort le 16 octobre 1990 à Paris, est un haut fonctionnaire français.

## Biographie

### Jeunesse et études
Fils d'Yves de La Genière et de Marcelle Montigny, il est licencié en droit, diplômé de l'École libre des sciences politiques et ancien élève de l'ENA (1948–1949). Il est le petit-fils d'Henry Delagenière et l'arrière-petit-fils du préfet Pabot du Chatelard. Il épouse en 1952 Juliette de la Genière, archéologue spécialiste du monde grec, élue en 2000 à l'Académie des inscriptions et belles-lettres.

### Parcours professionnel
Sorti dans l'inspection des Finances, il est promu une dizaine d'annés plus tard conseiller technique au cabinet d'Antoine Pinay de 1958 à 1959, puis directeur du Budget de 1967 à 1974. En 1974 il est nommé deuxième sous-gouverneur de la Banque de France, puis premier sous-gouverneur la même année, poste qu'il occupe jusqu'en 1979 avant de devenir gouverneur jusqu'en 1984.
De 1986 à 1990, il préside la Compagnie financière de Suez, dont il mène à bien la privatisation. Sous sa présidence, le groupe Suez prend le contrôle de la Société générale de Belgique et lance une OPA contre l'assureur Victoire.

### Parcours professoral
Renaud de La Genière enseigne à l'Institut d'études politiques de Paris de 1971 à 1980. Il préside de 1978 à 1985 l'Institut des hautes études scientifiques (IHES). 

## Publications

### Ouvrages
- Essai sur la préoccupation démographique dans les finances publiques de la France depuis le code de la famille (mémoire à l'École libre des sciences politiques), Paris, 1944, 151 p. (SUDOC 076219348).
- Le Budget, Paris, Presses de la Fondation nationale des sciences politiques, coll. « Cahiers de la Fondation nationale des sciences politiques » (no 201), 1976, 405 p. (ISBN 2-7246-0336-2 et 978-2-7246-8491-9, lire en ligne).

### Directeur
- Monnaie, épargne, investissements  (avec Pierre Berger) (journées d'études, Banque de France, Paris, avril 1975), Paris, Presses de la Fondation nationale des sciences politiques, coll. « Travaux et recherches de sciences économiques / Économie française » (no 19), 1976, 204 p. (ISBN 2-7246-0363-X).

### Préfacier
- Raymond Béthoux, François Kremper et Michel Poisson, L'audit dans le secteur public : Méthodes et pratiques, Paris, CLET, coll. « ATH collection / Secteur public », 1986, 280 p. (ISBN 2-85354-197-5).